# Richard Kuklinski
 (février 2021).
Si vous disposez d'ouvrages ou d'articles de référence ou si vous connaissez des sites web de qualité traitant du thème abordé ici, merci de compléter l'article en donnant les références utiles à sa vérifiabilité et en les liant à la section « Notes et références ».
Pour les articles homonymes, voir Kuklinski.
Ne doit pas être confondu avec Ryszard Kukliński.
Richard Kuklinski (11 avril 1935 - 5 mars 2006) aussi connu sous le nom de Ice Man était un criminel et un présumé tueur à gages américain d'origine polonaise et irlandaise. Selon ses dires, il aurait travaillé pour plusieurs familles mafieuses italo-américaines. Il a avoué avoir tué plus de cent personnes durant sa carrière qui a duré trente ans. Il est mort de cause naturelle en 2006 en prison après avoir été condamné à deux peines à perpétuité. Il était le frère aîné de Joseph Kuklinski, lui-même violeur et meurtrier. La mort de cause naturelle a été remise en question. Il devait comparaître contre des parrains de la famille Gambino, qui auraient commandité son assassinat, et qui furent arrêtés par le FBI lors de l'opération « Old Bridge », début 2008.

## Biographie
Né en 1935 à Jersey City dans le New Jersey, en banlieue de New York et élevé par un père violent et alcoolique, Richard Kuklinski commet son premier meurtre à treize ans, sur le caïd de sa classe. En 1973, il est recruté par la mafia. Son absence totale d'émotions et de remords lui aurait permis de travailler avec les plus grandes familles mafieuses des États-Unis. Selon lui, sa carrure impressionnante — 136 kg pour 1,95 m — l'aurait amené à devenir le tueur attitré de la famille Gambino.
Une de ses particularités était, selon ses dires, de filmer ses victimes en train de se faire dévorer vivantes par des rats, comme le lui demandaient ses commanditaires. Cependant, ceci ne fut jamais réellement prouvé. Le surnom de "Ice Man" provient des policiers qui enquêtèrent sur lui ; ils le surnommèrent ainsi car Kuklinski maquillait l'heure de la mort des victimes en congelant leurs corps dans une chambre froide industrielle. Avant de mourir en prison, Kuklinski a répondu aux questions des journalistes et ainsi livré ses secrets, permettant l'écriture de The Ice Man: Confessions of a Mafia Contract Killer (Confessions d'un tueur à gages).

## Postérité

### Littérature
- La bande dessinée Big K de Ptoma et Nicolas Duchêne raconte l'histoire de Frank Kielowski, personnage inspiré de Richard Kuklinski[3]
- Le tueur à gage du thriller Il faut tuer Peter Pan de John Verdon s'inspire de Richard Kuklinski[4].
- Un personnage du roman policier Le passager sans visage de Nicolas Beuglet serait un clone du célèbre meurtrier américain.

### Documentaire
- Richard Kuklinski (Confessions d'un tueur de la mafia)

### Film
Le film The Iceman d'Ariel Vromen, sorti en 2013, s'inspire de la vie de Kuklinski.
Lars von Trier fait référence à lui dans son film The House that Jack Built (2018).

### Musique
Le morceau Ice Man Confessions du groupe de deathcore Emmure est inspiré par Kuklinski.
Le morceau « Sana Sana Sana, Cura Cura Cura » du groupe de Black Métal géorgien Psychonaut 4 reprend une partie de la confession de Kuklinsky.